# Learjet 25
El Learjet 25 es un birreactor de transporte ejecutivo, comercial y militar con capacidad para 8/10 pasajeros (dependiendo de su configuración) introducido al mercado en 1967. Fue fabricado por la Learjet Corporation (más tarde Gates Learjet Corporation).

## Historia
El Learjet 25, cuyo prototipo voló por primera vez el 12 de agosto de 1966, era básicamente un Gates Learjet 24 con el fuselaje alargado 1,27 m para poder acomodar a dos tripulantes y ocho pasajeros. Certificado el 10 de octubre de 1967, fue seguido por los mejorados Learjet 25B y Learjet 25C a finales de 1970, de los cuales el último tiene mayor capacidad de combustible, lo que les hace corresponderse con los Learjet 24 E y Learjet 24F respectivamente en cuanto a capacidades absolutas se refiere.
El montaje en 1976 de la nueva ala trapezoidal y otras mejoras aerodinámicas ya empleadas en el Learjet 24, resultó en la aparición de las versiones Learjet 25D y Learjet 25F del diseño básico. Los cuatro modelos del Learjet 25 pudieron recibir reactores General Electric CJ610-8A certificados para vuelos a altitudes de 15.545 m.
Aparte los empleados civilmente, varios Learjet 25 fueron adquiridos por las fuerzas aéreas de diversos países. En concreto, las fuerzas aéreas de Argentina, Bolivia, Ecuador, México, Perú y Yugoslavia. En la mayor parte de los casos su misión era la fotografía y detección a gran altura, para lo cual se les dotó de un gran contenedor de cámaras doble o simple justo delante del borde de ataque del ala. Tales aviones son fácilmente convertibles en transportes rápidos de carga o de personalidades.
La fabricación del Learjet 25 se dio por terminada en 1979, pero el Learjet 25D continuó siendo construido hasta agosto de 1982, cuando la creciente depresión en la industria aeroespacial obligó a suspenderla indefinidamente.
En enero de 1979 la compañía consiguió certificar los Learjet 28 y Learjet 29 Longhorn similares al Learjet 25D de 10 plazas, aunque estos dos modelos empleaban un ala de mayor envergadura con borde de ataque curvado y aletas supercríticas en sus bordes marginales para mejorar las prestaciones y la economía. Las aletas hicieron necesario eliminar los depósitos en las extremidades alares, por lo que todo el combustible debía ahora alojarse internamente. Así pues, el Learjet 28 disponía de 10 asientos, pero el Learjet 29 sacrificaba dos plazas en favor de 379 litros de combustible adicionales.

## Especificaciones técnicas

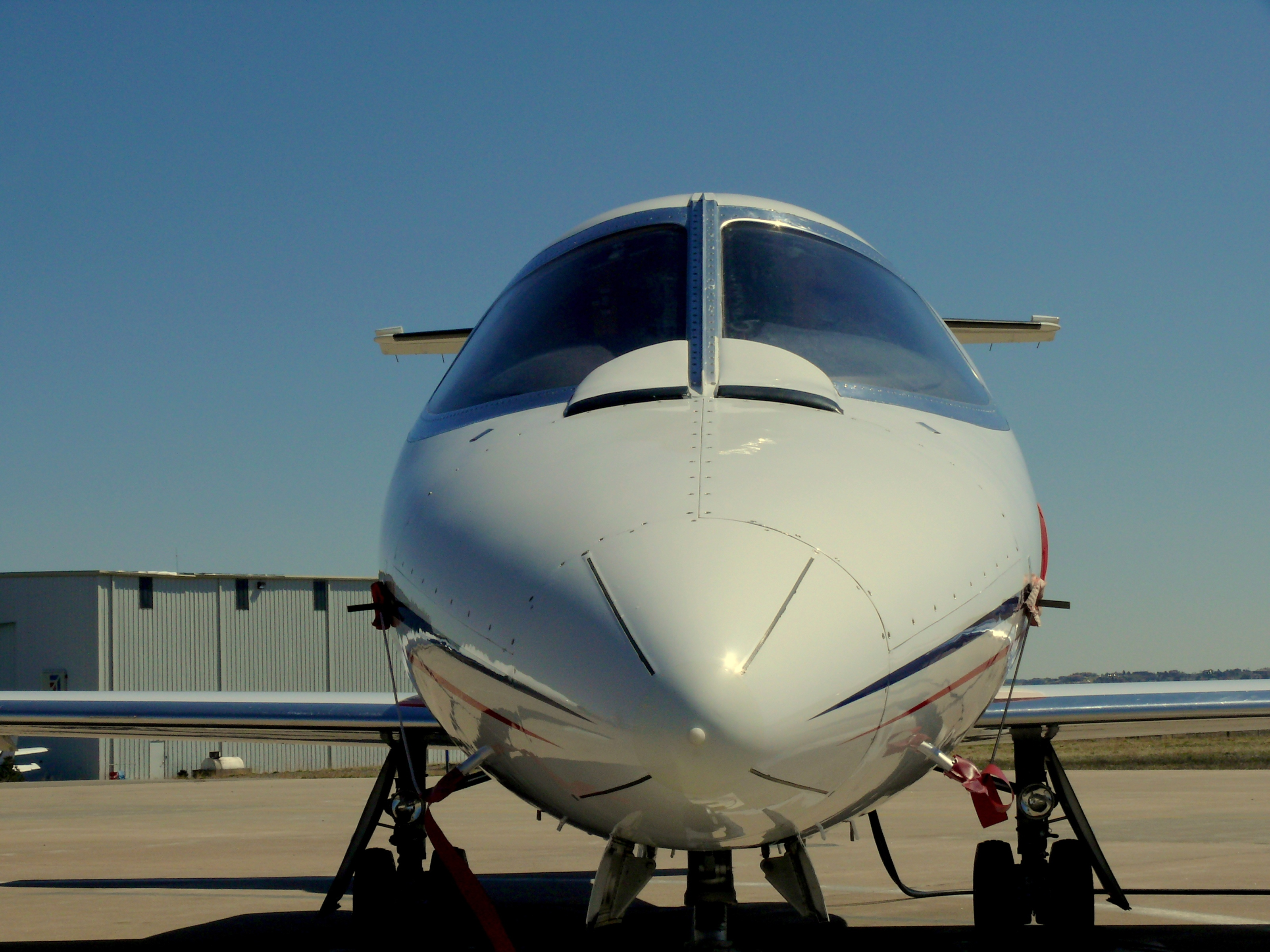
Vista frontal de un Learjet 25D.

### Características generales
- Tripulación: 1-2
- Capacidad: 8 pasajeros.
- Longitud: 14,5 m (47,6 ft)
- Envergadura: 13,4 m (43,8 ft)
- Altura: 3,7 m (12,2 ft)
- Superficie alar: 24,6 m² (264,5 ft²)
- Peso vacío: 3730 kg (8220,9 lb)
- Peso máximo al despegue: 6804 kg (14 996 lb)
- Planta motriz: 2× Turbojet General Electric CJ610-8A.
  - Empuje normal: 13,1 kN (1338 kgf; 2950 lbf) de empuje cada uno.

### Rendimiento
- Velocidad máxima operativa (Vno): 884 km/h (549 MPH; 477 kt) a 7620 m s. n. m.
- Velocidad crucero (Vc): 756 km/h (470 MPH; 408 kt) a 15545 m s. n. m.
- Velocidad de entrada en pérdida (Vs): 167 km/h (104 MPH; 90 kt)
- Alcance: 2549 km (1376 nmi; 1584 mi) con 4 pasajeros
- Techo de vuelo: 15 545 m (51 001 ft)
- Carga alar: 276,9 kg/m² (56,7 lb/ft²)

## Accidentes registrados
Este modelo de aeronave, registra desde su entrada en servicio hasta el año 2012, 57 accidentes, en los que intervinieron modelos de toda la gama según indica la Aviation Safety Database.
- El 2 de marzo de 1996 un Learjet que trasladaba a la banda Mamonas Assassinas se estrelló en la Serra da Cantareira, en San Pablo, cuando los pilotos intentaban aterrizar el avión en el Aeropuerto Internacional de São Paulo-Guarulhos. Los 5 miembros de la banda murieron en el accidente, junto a otros 2 pasajeros y los 2 pilotos del avión.[1][2]
- El 9 de diciembre de 2012 una aeronave de este modelo se estrelló en la ladera de una Montaña, en el estado Mexicano de Nuevo León; resultando en la muerte de la tripulación y pasajeros. La noticia alcanzó gran relevancia en los medios mexicanos, ya que una de las víctimas era la cantante regional Mexicana Jenni Rivera.[3] Investigaciones posteriores arrojaron diversas irregularidades tanto en la aeronave como en su tripulación, siendo la principal causa del desastre la fatiga de un tornillo, parte del sistema de estabilización del estabilizador horizontal.[4]

- El 17 de mayo de 2017 un Learjet 25B matrícula XA-VMC operado por la empresa Aerotransportes Huitzilin S. A. de C. V. se estrelló a las 15:26 horas local poco después de despegar del Aeropuerto Internacional de Toluca con destino a Durango, México. Ambos pilotos fallecieron.[5]
- El 19 de agosto de 2017 un Learjet 25D, matrícula YV3191, se estrelló frente a la costa de Naiguatá, Estado Vargas, en Venezuela. La aeronave se dirigía hacia Barcelona cuando ocurrió el siniestro. Las cinco personas a bordo murieron en el accidente, incluyendo a Miguel Ángel Pérez Oubiña, el hijo de Miguel Pérez Abad.[6][7][8]